# Edgware Road (Circle, District e Hammersmith & City lines do Metropolitano de Londres)
Edgware Road é uma estação do Metropolitano de Londres. Ela é uma estação das linhas Circle, District e Hammersmith & City, localizada na esquina da Chapel Street com a Cabbell Street, dentro de Zona 1 do Travelcard.
Não deve ser confundida com a estação Edgware Road na Bakerloo line.

## História

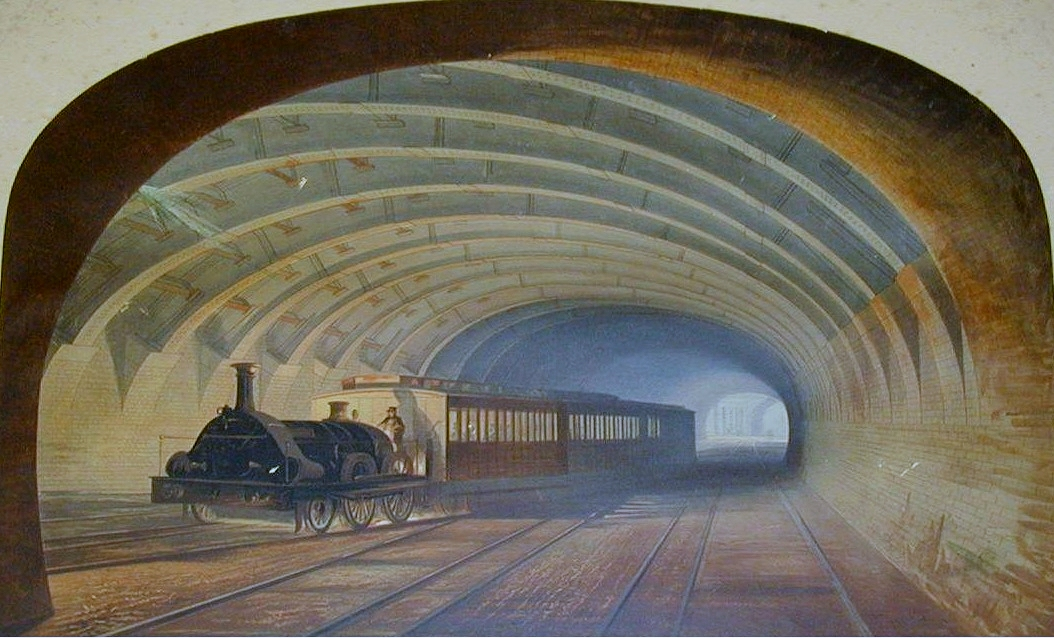
Locomotiva Metropolitan saindo de Edgware Road, no cruzamento abaixo da Praed Street

Esta estação fazia parte da primeira ferrovia subterrânea do mundo quando foi inaugurada como parte da Metropolitan Railway entre Paddington e Farringdon em 10 de janeiro de 1863.
Foi o local de um dos atentados de 7 de julho de 2005 em Londres. Mohammad Sidique Khan detonou uma bomba por volta das 8h50, a bordo de um trem da linha Circle no sentido oeste ao deixar a estação, matando seis passageiros.

## Serviços

### Circle line
Antes de 13 de dezembro de 2009, os trens da linha Circle viajavam em ambas as direções em torno de um circuito simples com 27 estações e 12,89 milhas (20,75 km) de trilhos. Em dezembro de 2009, a linha Circle foi estendida para incluir a linha Hammersmith & City de Edgware Road a Hammersmith. Em vez de correr continuamente ao redor do círculo, os trens agora viajam de Hammersmith para Edgware Road, geralmente contornando o círculo uma vez antes de terminar em Edgware Road e retornando pela mesma rota; trens ocasionais também podem continuar no sentido horário pela Edgware Road para estações adicionais. A operação do serviço foi alterada para melhorar a confiabilidade e aumentar a frequência do serviço no ramal de Hammersmith.
O padrão de serviço durante todo o dia é:
- 6tph via High Street Kensington (Sentido anti-horário)
- 6tph via Kings Cross St Pancras (Sentido horário)
- 6tph para Hammersmith (Sentido anti-horário)

### District line
Edgware Road é o terminal para todos os serviços da linha District via High Street Kensington. Os trens geralmente terminam na plataforma 2, que também pode ser usada como plataforma de passagem, embora esse recurso raramente seja usado.
O padrão de serviço durante todo o dia é:
- 6tph Wimbledon (Sentido oeste)

### Hammersmith & City line
O padrão de serviço durante todo o dia é:
- 6tph para Barking (Sentido leste)
- 6tph para Hammersmith (Sentido oeste)

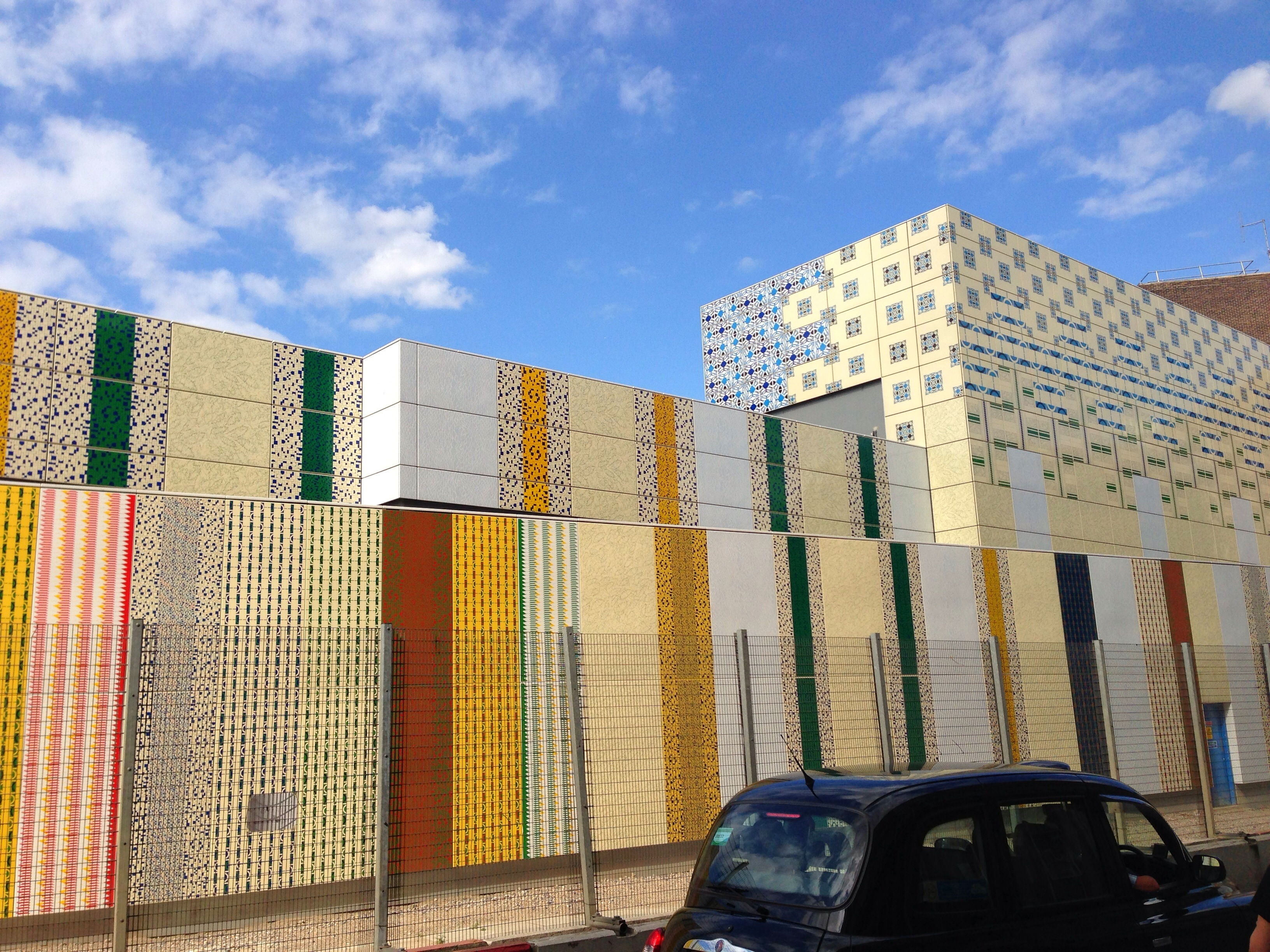
Wrapper por Jacqueline Poncelet